# Kihoku (Mie)
Kihoku (紀北町?) è una cittadina giapponese della prefettura di Mie.